# Торрес, Кристиан (футболист, 2004)
Кри́стиан То́ррес (исп. и англ. Christian Torres; родился 15 апреля 2004) — мексиканский и американский футболист, нападающий клуба «Тапатио».

## Клубная карьера
Уроженец Фонтаны, Калифорния, Торрес начал свою футбольную карьеру в академии клуба «Лос-Анджелес Гэлакси», а в 2018 году присоединился к академии клуба «Лос-Анджелес». В сезоне 2018/19 выиграл «золотую бутсу» среди команд до 15 лет, забив 17 голов.
8 июля 2020 года подписал профессиональный «доморощенный» (homegrown) контракт с клубом MLS «Лос-Анджелес». 30 августа 2020 года дебютировал в основном составе клуба в матче MLS против «Сиэтл Саундерс». 18 октября 2020 года 16-летний Торрес забил свой первый гол в MLS в матче против «Портленд Тимберс». 5 мая 2021 года был отдан в аренду клубу Чемпионшипа ЮСЛ «Лас-Вегас Лайтс» на намеченный на тот же день матч против «Лос-Анджелес Гэлакси II». По окончании сезона 2023 «Лос-Анджелес» отклонил опцию продления контракта с Торресом.
2 февраля 2024 года Торрес присоединился к мексиканскому «Тапатио», резервной команде «Гвадалахары».